# Production I.G
I.G动画制作株式会社（日語：株式会社プロダクション・アイジー）為日本的一家動畫製作公司，成立於1987年12月6日。英文字「I.G」分別取自現任社長石川光久和現任副社長兼原畫師後藤隆幸的日文羅馬拼音開頭「I」和「G」作命名。Production I.G便是在他們兩人共同出資之下而創立，創立初期名稱為IG龍之子（IGタツノコ），是從龍之子製作公司分拆出來的。2007年母公司化並改名為「I.G Port」，由內部另外成立現在的新Production I.G，為I.G Port的旗下子公司。
代表作有攻殼機動隊系列、PSYCHO-PASS系列、罪惡王冠、影子籃球員（又稱為幻影籃球王或黑子的籃球）、排球少年！！、進擊的巨人（支援製作）、鑽石王牌（共同製作）等。

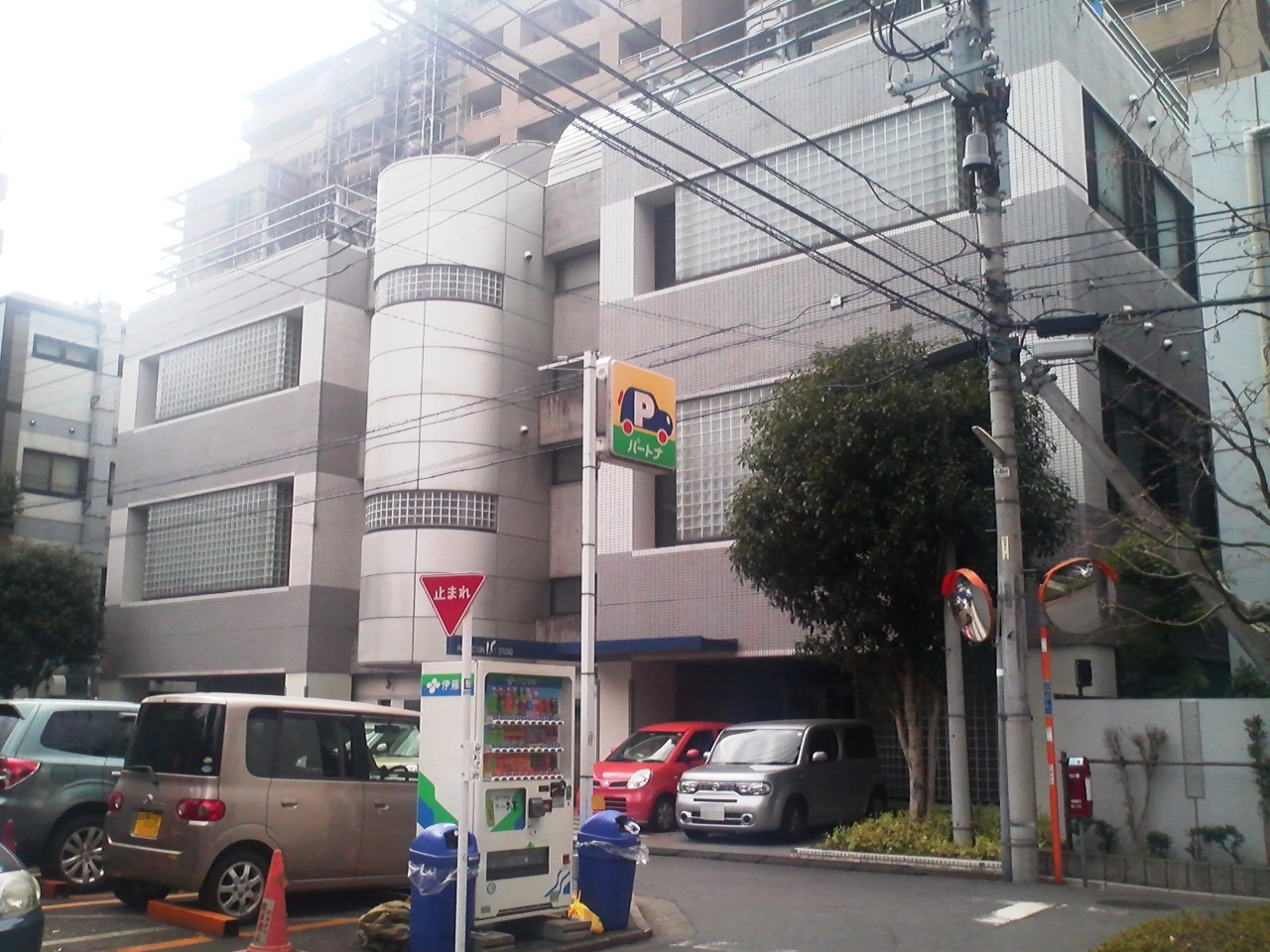
Production I.G總部

## 沿革

### 從I.G龍之子成立到有限公司時期
- 1987年，從龍之子製作公司的分工作室中獨立。京都動畫曾出資支援[4]，同年12月6日在東京都國分寺市成立「有限公司I.G龍之子」。
- 1990年6月5日，「股份有限公司INGNI（株式会社イング）」成立（現為I.G Port（日语：IGポート）的母公司）。
- 1991年5月，動畫師小村方宏治從IG龍之子辭職之後返回家鄉新潟縣新潟市。後小村向石川求助，在小村的家鄉成立「新潟工作室（I.G新潟）」。
- 1993年9月，改名「有限公司Production I.G」。
- 1995年5月，I.G的關係企業「株式會社XEBEC」成立。同年10月，IG龍之子的背景美術部門「小倉工房」設立，該工房後來在2007年獨立。
- 1997年6月，又另一間I.G的關係企業「株式會社BEE TRAIN」成立，該社後來在2004年從權益法子公司中排除。

### 舊Production I.G時期
- 1998年4月，Production I.G從有限公司（舊I.G）組織變更為股份有限公司。
- 2000年9月1日，INGNI為了公司名義上的存續，被Production I.G吸收合併。
- 2005年12月21日，從JASDAQ上場。
- 2006年2月，與富士電視台共同成立FILM LLP（日语：FILM LLP）。同年4月，與transcosmos（日语：トランスコスモス）共同設立amimo（日语：amimo）。

### 新Production I.G和I.G Port時期
- 2007年11月1日，股份有限公司Production I.G母公司化，改名今「I.G Port」。同時內部另外成立新「Production I.G」。
- 2007年12月1日，漫畫出版社「Mag Garden」管理一體化，成為I.G Port旗下子公司。
- 2010年4月27日，為了促進辦公室的鞏固，搬遷至東京都武藏野市。同年6月2日，I.G以前的投資者龍之子製作公司公告I.G優先取得11.2％的持股權。8月20日，I.G Port董事奧野敏聰就任OLM董事，同時另一位董事下地志直則退任。
- 2012年6月，I.G自製動畫《罪惡王冠》的6課工作室成立「WIT STUDIO」。
- 2012年10月，為幫助投入動畫電影《009 RE:CYBORG》製作委員會的母公司I.G Port資本金達成10％以上，Production I.G從製作委員會中特定子公司化。
- 2014年10月，I.G的旗下企業SIGNAL.MD成立。
- 2019年6月1日，與XEBEC同社作品及和攝影部門合併「XEBEC zwei」（改名「IG zwei」）。

## 作品列表

### 電視動畫
| 獨立製作＆共同製作 | 獨立製作＆共同製作 | 獨立製作＆共同製作                        | 獨立製作＆共同製作 | 獨立製作＆共同製作          | 獨立製作＆共同製作      |
| 年份               | 播出時間           | 中文名稱                                  | 日文名稱           | 導演                        | 備註                    |
| ------------------ | ------------------ | ----------------------------------------- | ------------------ | --------------------------- | ----------------------- |
| 1994年             | 10月 - 1995年3月   | 碧奇魂                                    | BLUE SEED          | 神谷純                      | 共同制作:葦PRODUCTION   |
| 2001年             | 10月 - 2002年3月   | 怪獸家族                                  |                    | 荒川真嗣                    |                         |
| 2002年             | 10月 - 2003年11月  | 攻殼機動隊 STAND ALONE COMPLEX            |                    | 神山健治                    |                         |
| 2003年             | 10月 - 2004年3月   | 魁！！天兵高校                            |                    | 櫻井弘明                    |                         |
| 2004年             | 1月 - 2005年1月    | 攻殼機動隊 S.A.C. 2nd GIG                 |                    | 神山健治                    |                         |
| 2004年             | 7月 - 2005年3月    | 御伽草子                                  |                    | 西久保瑞穗                  |                         |
| 2004年             | 9月 - 2005年2月    | 風人物語                                  |                    | 西村純二                    |                         |
| 2005年             | 10月 - 2006年9月   | 血戰                                      | BLOOD+             | 藤咲淳一                    |                         |
| 2005年             | 10月 - 2006年3月   | IGPX                                      | IGPX               | 本鄉滿                      |                         |
| 2006年             | 4月 - 10月         | ×××HOLiC                                  | xxxHOLiC           | 水島努                      |                         |
| 2006年             | 4月1日             | 攻殼機動隊 S.A.C. Solid State Society     |                    | 神山健治                    |                         |
| 2006年             | 8月 - 2007年2月    | 雙面騎士                                  |                    | 古橋一浩                    |                         |
| 2007年             | 3月 - 9月          | 新勇者萊汀                                | REIDEEN            | 本鄉滿                      |                         |
| 2007年             | 4月 - 9月          | 精靈守護者                                |                    | 神山健治                    |                         |
| 2007年             | 4月 - 6月          | 威爾貝魯物語 ～威爾貝魯的姐妹～           |                    | 濱名孝行                    |                         |
| 2007年             | 10月 - 2008年4月   | 神靈狩                                    |                    | 中村隆太郎                  |                         |
| 2008年             | 1月 - 3月          | 威爾貝魯物語 ～威爾貝魯的姐妹～ 第二幕    |                    | 濱名孝行                    |                         |
| 2008年             | 4月 - 9月          | RD 潜腦調査室                             |                    | 古橋一浩                    |                         |
| 2008年             | 4月 - 6月          | xxxHOLiC◆繼                               |                    | 水島努                      |                         |
| 2008年             | 4月 - 6月          | 圖書館戰争                                |                    | 濱名孝行                    |                         |
| 2008年             | 7月 - 9月          | 毀滅世界的六人                            |                    | 多田俊介                    |                         |
| 2009年             | 1月 - 12月         | 獸之奏者 艾琳                             |                    | 濱名孝行                    | 共同制作:TRANS ARTS     |
| 2009年             | 4月 - 6月          | 戰國BASARA                                |                    | 川崎逸朗                    |                         |
| 2009年             | 4月 - 6月          | 東之伊甸                                  |                    | 神山健治                    |                         |
| 2009年             | 10月 - 2010年3月   | 只想告訴你                                |                    | 鏑木宏                      |                         |
| 2010年             | 3月27日            | 書家                                      |                    | 山田誠                      |                         |
| 2010年             | 7月 - 9月          | 戰國BASARA貳                              |                    | 野村和也                    |                         |
| 2011年             | 1月 - 3月          | 只想告訴你 2ND SEASON                     |                    | 鏑木宏                      |                         |
| 2011年             | 4月 - 7月          | 召喚惡魔                                  |                    | 水島努                      |                         |
| 2011年             | 4月 - 5月          | 如果杜拉                                  |                    | 濱名孝行                    |                         |
| 2011年             | 7月 - 9月          | 白兔糖                                    |                    | 龜井幹太                    |                         |
| 2011年             | 7月 - 9月          | BLOOD-C                                   | BLOOD-C            | 水島努                      |                         |
| 2011年             | 10月 - 2012年3月   | 罪惡王冠                                  |                    | 荒木哲郎                    |                         |
| 2012年             | 1月 - 3月          | 新網球王子                                |                    | 濱名孝行                    | 共同制作:M.S.C          |
| 2012年             | 4月 - 9月          | 影子籃球員（第1期）                       |                    | 多田俊介                    |                         |
| 2012年             | 4月 - 6月          | 光明之心 ～幸福的麵包～                   |                    | 川崎逸朗                    |                         |
| 2012年             | 10月 - 2013年3月   | PSYCHO-PASS 心靈判官                      |                    | 本廣克行（總導演） 鹽谷直義 |                         |
| 2012年             | 10月 - 2013年3月   | ROBOTICS;NOTES                            | ROBOTICS;NOTES     | 野村和也                    |                         |
| 2013年             | 4月 - 6月          | 召喚惡魔Z                                 |                    | 水島努                      |                         |
| 2013年             | 4月 - 6月          | 翠星上的加爾岡緹亞                        |                    | 村田和也                    |                         |
| 2013年             | 7月 - 9月          | 現視研 二代目                             |                    | 水島努                      |                         |
| 2013年             | 10月2日            | 精靈寶可夢 THE ORIGIN                     |                    | 川崎逸朗                    | 共同制作:OLM、XEBEC     |
| 2013年             | 10月 - 2014年3月   | 影子籃球員（第2期）                       |                    | 多田俊介                    |                         |
| 2013年             | 10月 - 2015年3月   | 鑽石王牌                                  |                    | 增原光幸                    | 共同制作:MADHOUSE       |
| 2014年             | 1月 - 6月          | 攻殼機動隊入門                            |                    | 蘆名實                      |                         |
| 2014年             | 3月29日            | 皮卡蟲！                                  |                    | 富安大貴                    | 共同制作:OLM            |
| 2014年             | 4月 - 9月          | 排球少年！！                              |                    | 滿仲勸                      |                         |
| 2014年             | 4月 - 6月          | 破刃之劍                                  |                    | 網野哲郎（總導演） 羽原信義 | 共同制作:XEBEC          |
| 2014年             | 7月 - 9月          | 閃爍的青春                                |                    | 吉村愛                      |                         |
| 2015年             | 1月 - 3月          | 純潔的瑪利亞                              |                    | 谷口悟朗                    |                         |
| 2015年             | 1月 - 6月          | 影子籃球員（第3期）                       |                    | 多田俊介                    |                         |
| 2015年             | 4月 - 2016年3月    | 鑽石王牌 -SECOND SEASON-                  |                    | 增原光幸                    | 共同制作:MADHOUSE       |
| 2015年             | 4月 - 6月          | 攻壳机动队 Arise Alternative Architecture |                    | 黄瀨和哉（總導演）          |                         |
| 2015年             | 10月 - 2016年3月   | 排球少年！！第二期                        |                    | 滿仲勸                      |                         |
| 2015年             | 10月 - 12月        | 進擊！巨人中學校                          |                    | 井端義秀                    |                         |
| 2016年             | 4月 - 6月          | 鬼牌遊戲                                  |                    | 野村和也                    |                         |
| 2016年             | 10月 - 12月        | 排球少年！！烏野高校 VS 白鳥澤學園高校    |                    | 滿仲勸                      |                         |
| 2017年             | 4月 - 7月          | 阿童木起源                                |                    | 本廣克行（總導演） 佐藤龍雄 | 共同制作:OLM、SIGNAL.MD |
| 2017年             | 7月 - 12月         | 舞動青春                                  |                    | 板津匡覽                    |                         |
| 2017年             | 7月 - 12月         | 咕嚕咕嚕魔法陣                            |                    | 博史池畠                    |                         |
| 2018年             | 4月 - 6月          | 銀河英雄傳說 Die Neue These 邂逅          |                    | 多田俊介                    |                         |
| 2018年             | 10月 - 2019年3月   | 強風吹拂                                  |                    | 野村和也                    |                         |
| 2019年             | 10月 - 12月        | PSYCHO-PASS 心靈判官3                     |                    | 鹽谷直義                    |                         |
| 2019年             | 10月 - 2020年3月   | 歌舞伎町夏洛克                            |                    | 吉村愛                      |                         |
| 2020年             | 1月 - 4月          | 排球少年！！TO THE TOP                    |                    | 佐藤雅子                    | 第1部分                 |
| 2020年             | 10月 - 12月        | 排球少年！！TO THE TOP                    | 第2部分            | 佐藤雅子                    |                         |
| 2020年             | 10月 - 12月        | 憂國的莫里亞蒂                            |                    | 野村和也                    |                         |
| 2020年             | 10月 - 12月        | 大貴族                                    |                    | 多田俊介（總導演） 山本靖貴 |                         |
| 2021年             | 4月 - 6月          | 憂國的莫里亞蒂 第二期                     |                    | 野村和也                    |                         |
| 2021年             | 10月 - 12月        | 海賊王女                                  |                    | ToyGER Project              |                         |
| 2022年             | 4月 - 9月          | 青之蘆葦                                  |                    | 佐藤陽                      |                         |
| 2023年             | 4月 - 6月          | 天國大魔境                                |                    | 森大貴                      |                         |
| 2024年             | 4月 - 2025年2月    | 新幹線戰士 Change the World               |                    | 駒屋健一郎                  | 共同制作:SIGNAL.MD      |
| 2024年             | 4月 - 6月          | 怪獸8號                                   |                    | 宮繁之 神谷友美             |                         |
| 2024年             | 7月 - 9月          | 筋肉人 完美超人始祖篇                     |                    | 佐藤陽                      | 第一期                  |
| 2025年             | 1月 - 3月          | 筋肉人 完美超人始祖篇                     | 第二期             | 佐藤陽                      |                         |
| 2025年             | 7月                | 怪獸8號(第二季)                           | 怪獣8号（第2期）   | 宮繁之                      |                         |

#### 支援製作
1980年代
- 星戰英豪（日语：赤い光弾ジリオン）（總承包商：龍之子製作公司，1987年）－I.G龍之子的前身「龍之子製作公司」分工作室製作的作品。
- 超能力魔美（エスパー魔美）（總承包商：SHIN-EI動畫，各話協力製作，1987年）－I.G龍之子時代。
- 大耳鼠（チンプイ）（總承包商：SHIN-EI動畫，各話協力製作，1989年）－I.G龍之子時代。

1990年代
- 21衛門（21エモン）（總承包商：SHIN-EI動畫，各話協力製作，1991年）－I.G龍之子時代。
- 蠟筆小新 (電視動畫)（クレヨンしんちゃん (テレビアニメ)）（總承包商：SHIN-EI動畫，各話協力製作（包含上色），1992年）－I.G龍之子時代[5]。
- 新世紀福音戰士（新世紀エヴァンゲリオン）（總承包商：龍之子製作公司、GAINAX，各話協力製作，1995年）
- メダロット（日语：メダロット (アニメ)）（總承包商：TRANS ARTS（日语：トランス・アーツ），動畫協力製作，1995年）
- 新・天地無用！（總承包商：AIC，動畫協力製作（包含原畫），1997年）
- スージーちゃんとマービー（日语：スージーちゃんとマービー）（總承包商：XEBEC，各話協力製作，1999年）
- 週刊故事樂園（日语：週刊ストーリーランド）（總承包商：SHIN-EI動畫，各話協力製作，1999年）

2000年代
- 純情房東俏房客（ラブひな）（總承包商：XEBEC，各話協力製作，2000年）
- 永恆傳奇 THE ANIMATION（日语：テイルズ オブ エターニア THE ANIMATION）（總承包商：XEBEC，協力製作）
- 地球少女Arjuna（地球少女アルジュナ）（總承包商：SATELIGHT，各話協力製作）
- パラッパラッパー/PaRappa the Rapper（日语：パラッパラッパー）（總承包商：J.C.STAFF，協力製作，2001年－2002年）
- 網球王子（テニスの王子様）（總承包商：TRANS ARTS，動畫協力製作，2001年－2005年）
- 通靈王（シャーマンキング）（總承包商：XEBEC，各話協力製作，2002年）
- 笑園漫畫大王 THE ANIMATION（あずまんが大王 THE ANIMATION）（總承包商：J.C.STAFF，各話協力製作，2002年）
- 萬花筒之星（カレイドスター）（總承包商：GONZO DIGIMATION，協力製作，2003年－2004年）
- 水星領航員系列（ARIA）（總承包商：HAL FILM MAKER，數位美術協力）
  - ARIA The ANIMATION（第1期）（2005年）
  - ARIA The NATURAL（第2期）（2006年）
  - ARIA The ORIGINATION（第3期）（2008年）
- 韋駄天翔（總承包商：TRANS ARTS，動畫協力製作，2005年－2006年）
- 天才? Dr.ハマックス（日语：天才? Dr.ハマックス）（總承包商：TRANS ARTS，協力製作，2007年）
- 無限之住人（無限の住人）（總承包商：BEE TRAIN，協力製作，2008年）
- 白色相簿（WHITE ALBUM）（總承包商：Seven Arcs，各話協力製作，2009年）
- 戰鬥司書 The Book of Bantorra（戦う司書 The Book of Bantorra）（總承包商：david production，各話協力製作，2009年－2010年）

2010年代
- 傳說的勇者的傳說（伝説の勇者の伝説）（總承包商：ZEXCS，各話協力製作，2010年）
- 玩伴貓耳娘！（あそびにいくヨ!）（總承包商：AIC PLUS+，各話協力製作，2010年）
- 異國迷宮的十字路口（もしドラ）（總承包商：SATELIGHT，各話製作協力，擔當：I.G新潟工作室，2011年）
- 罪惡王冠（ギルティクラウン）（擔當：I.G 6課工作室，2011年－2012年）
- 未來日記（未来日記）（總承包商：Asread，各話協力製作，2011年－2012年）
- 侵略!?花枝娘（侵略!?イカ娘）（總承包商：Diomedéa，各話協力製作，2011年）
- 輪迴的拉格朗日（輪廻のラグランジェ）（總承包商：XEBEC，原作、製作協力，2012年）
- Another（總承包商：P.A.WORKS，各話協力製作，2012年）
- 進擊的巨人（進撃の巨人）（總承包商：WIT STUDIO，協力製作，2013年）
- 甲鐵城的卡巴內里（甲鉄城のカバネリ）（總承包商：WIT STUDIO，協力製作，2016年）
- 藍海少女！（あまんちゅ!）（總承包商：J.C.STAFF，製作委員會參與，2016年）
- 魔法使的新娘（魔法使いの嫁）（總承包商：WIT STUDIO，製作委員會幹事，2017年）
- 苍穹之战神 THE BEYOND（蒼穹のファフナー THE BEYOND）（擔當：IGzwei，2019年－2020年）

### OVA
1980年代
- 機動警察（機動警察パトレイバー）（總承包商：STUDIO DEEN，各話協力製作，1988年）－製作奇數巻。
- 星戰英豪 歌姫夜曲（日语：赤い光弾ジリオン）（1988年）－分社名義出道作。
- 銀河英雄傳說（總承包商：Kitty film，各話製作協力，1988年－1989年）

1990年代
- 八神君的家庭事情（日语：八神くんの家庭の事情）（總承包商：Kitty film，各話製作協力，1990年）
- 敵人是海賊 ～貓咪們的饗宴～（日语：敵は海賊〜猫たちの饗宴〜）（總承包商：Kitty film，各話製作協力，1990年）
- 幸福的形式（日语：しあわせのかたち）（1991年）
- 電影少女 -VIDEO GIRL AI-（1992年）
- HUMANE SOCIETY 〜人類愛に満ちた社会〜（日语：HUMANE SOCIETY 〜人類愛に満ちた社会〜）（總承包商：安利美特，協力製作，1992年）
- 流星機ガクセイバー（日语：流星機ガクセイバー）（1993年）
- Fantasia（日语：ふぁんたじあ）（1993年）
- 地球守護靈（ぼくの地球を守って）（1993年）－「Production I.G」名義的首部動畫作品。
- B.B.フィッシュ（日语：B.B.フィッシュ）（1994年）
- 爆炎學園（日语：爆炎CAMPUSガードレス）（1994年）
- 特務戦隊シャインズマン（日语：特務戦隊シャインズマン）（1996年）
- 碧奇魂2（ブルーシード2/BLUE SEED2）（1996年）
- Panzer Dragoon（日语：パンツァードラグーン）（1996年）－與SEGA同名電玩遊戲的首部日本全電腦數位動畫。
- BRONZE ZETSUAI since 1989（日语：絶愛-1989-）（1996年）
- ONE PIECE 打倒！海賊強薩克！（ONE PIECE 倒せ!海賊ギャンザック）（1998年）－Jump Festa'98作品。

2000年代
- FLCL（フリクリ）（與GAINAX共同製作，2000年）
- 怪童丸（日语：怪童丸）（2001年）－由新手製作團隊為主原創企劃製作。
- グッドモーニング・コール（總承包商：TRANS ARTS，協力製作，2001年）
- 時空異邦人KYOKO OVA(暫譯)（時空異邦人KYOKO ちょこらにおまかせ!）（總承包商：TRANS ARTS，協力製作，2001年）
- HUNTER×HUNTER ORIGINAL VIDEO ANIMATION（總承包商：日本動畫公司，各話協力製作，2002年）
- 網球王子OVA（テニスの王子様OVA）（總承包商：M.S.C，協力製作，2006年）
- TUSBASA翼 TOKYO REVELATIONS（ツバサ TOKYO REVELATIONS）（2007年）
- 東京糖衣巧克力（東京マーブルチョコレート）（2007年）
- 蝙蝠俠：高譚騎士（バットマン ゴッサムナイト）（2008年）
- ABUNAI SISTERS（2009年）
- TUSBASA翼 春雷記（ツバサ 春雷記）（2009年）
- XXXholic 春夢記（2009年）
- 少女FIGHT（日语：少女ファイト）（2009年）
- 文學少女 今日的點心「初戀」（2009年）

2010年代
- Halo Legends EPISODE 5【Homecoming】 / EPISODE 6【Duel】（日语：Halo Legends エピソード5【Homecoming】 / エピソード6【Duel】）（2010年） - 總集作品。I.G擔任EPISODE 2。
- 召喚惡魔（よんでますよ、アザゼルさん。）（2010年）
- xxxHOLiC 籠（xxxHOLiC・籠 〜XXXホリック・ロウ〜）（2010年）
- 文學少女 回憶篇（“文学少女”メモワール）（2010年）
- 小雞之戀（ひよ恋）（2010年） - 日本「夏ドキッ★りぼんっ子パーティー55」的上映作品。
- xxxHOLiC・籠 徒夢（xxxHOLiC・籠 あだゆめ）（2011年）
- 網球王子OVA ANOTHER STORY～那個時期的我們（テニスの王子様 OVA ANOTHER STORYII〜アノトキノボクラ）（2011年）
- 輪迴的拉格朗日 鴨川的日子（輪廻のラグランジェ 鴨川デイズ）（總承包商：XEBEC，原作、製作協力，2012年）
- （2012年）
- 血咒聖痕（Vassalord.）（2013年）

### 網路動畫
- 拳皇：另一天（The King of Fighters: Another Day）（2005年）
- 蘋果核戰XIII（アップルシードXIII）（總承包商：JINNI'S Animation Studios，協力製作，2011年）
- B：彼之初（B: The Beginning）（2018年）
- 旭日（2020年）
- 星際大戰：異象（2021年）（剧集作品："The Ninth Jedi"，總承包商：盧卡斯影業）

### 電影動畫
1980年代
- 機動警察系列（機動警察パトレイバー）
  - 機動警察 電影版（機動警察パトレイバー the Movie）（總承包商：STUDIO DEEN，協力製作，1989年）－之後承接由押井守指導作品的製作。
  - 機動警察 電影版2（機動警察パトレイバー 2 the Movie）（1993年）
  - ミニパト（日语：ミニパト）（2002年）
  - 機動警察 WXIII（WXIII 機動警察パトレイバー）（總承包商：TRIANGLE STAFF→MADHOUSE，協力製作，2002年）

1990年代
- 「EIJI」（日语：「エイジ」）（1990年）
- 亞爾斯蘭戰記（アルスラーン戦記）（總承包商：安利美特，協力製作，1991年）
- 風之大陸（日语：風の大陸）（1992年）
- Talking Head（日语：トーキング・ヘッド）（1992年）－押井守指導的真人實寫作品。擔任動畫章節。
- 攻殼機動隊系列
  - 攻殼機動隊 GHOST IN THE SHELL（1995年）
  - 攻殼機動隊2 INNOCENCE（2004年）－吉卜力工作室的企劃製作。
  - 攻殼機動隊 新劇場版（2015年）
- 新世紀福音戰士系列（新世紀エヴァンゲリオン）
  - 新世紀福音戰士劇場版：死與新生（新世紀エヴァンゲリオン劇場版 シト新生）（1997年）
  - 新世紀福音戰士劇場版：Air/真心為你（新世紀エヴァンゲリオン劇場版 Air/まごころを、君に）（1997年）
- 電影版蠟筆小新系列（映画クレヨンしんちゃんシリーズ）（總承包商：SHIN-EI動畫）
  - 第4部：搞怪遊樂園大冒險（クレヨンしんちゃん ヘンダーランドの大冒険）（動畫、上色，1996年）
  - 第5部：黑暗珠珠大追擊（クレヨンしんちゃん 暗黒タマタマ大追跡）（上色，1997年）
  - 第6部：電擊！豬蹄大作戰（クレヨンしんちゃん 電撃!ブタのヒヅメ大作戦）（上色，1998年）
  - 第13部：風起雲湧！不理不理3分鐘大進攻（クレヨンしんちゃん 伝説を呼ぶブリブリ 3分ポッキリ大進撃）（2005年）
- 神奇寶貝劇場版系列（ポケットモンスター）
  - 神奇寶貝劇場版：夢幻之神奇寶貝 洛奇亞爆誕（劇場版ポケットモンスター 幻のポケモン ルギア爆誕）（總承包商：OLM，上色，1998年）
  - 神奇寶貝劇場版：比克提尼與黑英雄 捷克羅姆/白英雄 雷希拉姆（劇場版ポケットモンスター ベストウイッシュ ビクティニと黒き英雄 ゼクロム・白き英雄 レシラム）（與OLM、XEBEC共同製作，2011年）
- 秋葉原電腦組－2011年的暑假（アキハバラ電脳組 2011年の夏休み）（1999年）

2000年代
- 人狼 JIN-ROH（2000年）
- 血戰：最後的吸血鬼（BLOOD THE LAST VAMPIRE）（2000年）－由押井門下學生自創，也是Production I.G首次取得原作著作権的作品。
- 櫻花大戰 活動照片（サクラ大戦 活動写真）（2001年）
- 神隱少女（千と千尋の神隠し）（總承包商：吉卜力工作室，協力作畫，2001年）
- 殺死比爾 Vol.1（キル・ビル Vol.1）（2003年）－動畫章節製作。
- Mind Game（日语：マインド・ゲーム）（總承包商：STUDIO 4℃，動畫，2004年）
- DEAD LEAVES（日语：DEAD LEAVES）（2004年）
- 霍爾的移動城堡（ハウルの動く城）（總承包商：吉卜力工作室，協力作畫，2006年）
- 蒸氣男孩（スチームボーイ）（總承包商：日昇動畫，協力製作，2004年）
- 網球王子系列
  - 網球王子 二人武士The First Game（劇場版 テニスの王子様 二人のサムライ The First Game）（2005年）
  - 網球王子 決戰英國網球城！（劇場版 テニスの王子様 英国式庭球城決戦!）（與M.S.C共同製作，2011年）
- TSUBASA翼劇場版 鳥籠國的公主 (暫譯)（劇場版ツバサ・クロニクル 鳥カゴの国の姫君）（2005年）
- 劇場版×××HOLiC 仲夏夜之夢（劇場版xxxHOLiC 真夏ノ夜ノ夢）（2005年）
- 立口食師列傳（日语：立喰師列伝）（[立喰師列伝] 错误：{{Lang}}：缺少语言标签（帮助））（2006年）－使用實寫與動畫融合手法製作的作品。
- 地海戰記（ゲド戦記）（總承包商：吉卜力工作室，協力作畫，2006年）
- 空中殺手The Sky Crawlers（スカイ・クロラ The Sky Crawlers）（2008年）
- 宮本武藏：雙劍飛馳之夢（日语：宮本武蔵 -双剣に馳せる夢-）（2009年）
- チョコレート・アンダーグラウンド（日语：チョコレート・アンダーグラウンド）（2009年）
- 宵星傳奇〜 The First Strike 〜（テイルズ オブ ヴェスペリア ～ The First Strike ～）（2009年）
- 棄寶之島：遙與魔法鏡（ホッタラケの島 〜遥と魔法の鏡〜）（2009年）
- 東之伊甸系列（東のエデン）
  - 總集編 Air Communication（2009年）
  - 劇場版 I The King of Eden（2009年）
  - 劇場版 II Paradise Lost（2010年）

2010年代
- 劇場版 文學少女（2010年）
- 破刃之劍（ブレイク ブレイド）（與XEBEC共同製作，2010年）
- Loups-Garous（與TRANS ARTS（日语：トランス・アーツ）共同製作，2010年）
- 超時空甩尾（REDLINE）（總承包商：MADHOUSE，特別感謝，2010年）
- 你看起來很好吃（おまえ うまそうだな）（總承包商：TMS娛樂，動畫協力，2010年）
- たんすわらし。（日语：たんすわらし。）（青年動畫製作者育成計劃的作品。2011年）
- Xi AVANT（日语：Xi AVANT）（2011年）
- 戰國BASARA -The Last Party-（（2011年）
- （青年動畫製作者育成計劃的作品。2012年）
- 給小桃的信（ももへの手紙）（2012年）
- 劇場版 BLOOD-C The Last Dark（2012年）
- 圖書館戰爭 革命之翼（図書館戦争 革命のつばさ）（2012年）
- 阿修羅（アシュラ）（總承包商：東映動畫，協力作畫製作，2012年）
- 009 RE:CYBORG（與SANZIGEN共同製作，2012年）
- 輝耀姬物語（かぐや姫の物語）（總承包商：吉卜力工作室，協力作畫，2013年）
- 喬凡尼的島（日语：ジョバンニの島）（2014年）
- 宇宙戰艦大和號2199 遊星方舟（宇宙戦艦ヤマト2199 星巡る方舟）（總承包商：XEBEC，協力製作，2014年）
- 劇場版 PSYCHO-PASS（劇場版 PSYCHO-PASS サイコパス）（2015年）
- 花與愛麗絲的殺人事件（花とアリス殺人事件）（總承包商：Rockwell Eyes、Stephen Stephen，協力製作，2015年）
- 百日紅 〜Miss HOKUSAI〜（2015年）
- 影子籃球員 WINTER CUP 總集篇（黒子のバスケ ウインターカップ総集編）（2016年）
- 你的名字。（。）（總承包商：CoMix Wave Films，2016年）
- 天氣之子（天気の子）（總承包商：CoMix Wave Films，2019年）
- 剧场版 BEM 成为人类（劇場版 BEM 〜Become Human〜）（2020年）
- 剧场版 Fate/Grand Order -神圣圆桌领域卡美洛-（劇場版 Fate/Grand Order -神聖円卓領域キャメロット-）（2020年）
- 古树旋律 樱之音 -你弹奏的声音，至今仍在回响-（DEEMO サクラノオト -あなたの奏でた音が、今も響く-）（2021年）
- 鹿之王（鹿の王）（2021年）
- 留級魔女 風嘉與黑之魔女（らくだい魔女 フウカと闇の魔女）（2023年）

### 遊戲動畫
1990年代
- 傳奇系列（テイルズ オブ シリーズ）－動畫製作。
  - 命運傳奇PS版（テイルズ オブ デスティニー PS版）（1997年）
  - 幻想傳奇（テイルズ オブ シリーズ）（1999年）
  - 永恆傳奇（テイルズ オブ エターニア）（2000年）
  - 命運傳奇2（テイルズ オブ シリーズ）テイルズ オブ デスティニー2（2002年）
  - 交響曲傳奇（テイルズ オブ シリーズ）テイルズ オブ シンフォニア（2003年）
  - 重生傳奇（テイルズ オブ シリーズ）テイルズ オブ リバース（2004年）
  - 遺跡傳奇（テイルズ オブ シリーズ）テイルズ オブ レジェンディア（2005年）
  - 深淵傳奇（テイルズ オブ シリーズ）テイルズ オブ ジ アビス（2005年）
  - 暴風傳奇（テイルズ オブ ザ テンペスト）（2006年）
  - 命運傳奇PS2版（テイルズ オブ デスティニー PS2版）（2006年）
  - 世界傳奇 光明神話（テイルズ オブ ザ ワールド レディアント マイソロジー）（2006年）
  - 純真傳奇（テイルズ オブ イノセンス）（2007年）
  - 交響曲傳奇 -拉塔特斯克的騎士-（テイルズ オブ シンフォニア -ラタトスクの騎士-）（2008年）
  - 宵星傳奇（テイルズ オブ ヴェスペリア）（2008年）
  - 心靈傳奇（テイルズ オブ ハーツ）（2008年）
  - 世界傳奇 光明神話2（日语：テイルズ オブ ザ ワールド レディアント マイソロジー2）（2009年）
  - 對弈傳奇（日语：テイルズ オブ バーサス）（2009年）
  - 宵星傳奇PS3版（テイルズ オブ ヴェスペリア PS3版）（2009年）
  - 美德傳奇（テイルズ オブ グレイセス）（2009年）
  - 幻想傳奇 變裝迷宮X（テイルズ オブ ファンタジア なりきりダンジョンX）（2010年）
  - 世界傳奇 光明神話3（日语：テイルズ オブ ザ ワールド レディアント マイソロジー3）（2011年）
  - 純真傳奇R（テイルズ オブ イノセンスR）（2012年）
- 櫻花大戰系列（サクラ大戦シリーズ）－動畫製作。
  - 櫻花大戰2 ～願君平安～（サクラ大戦2 〜君、死にたもうことなかれ〜）（1998年）
  - 櫻花大戰3 ～巴黎在燃燒嗎～（サクラ大戦3 〜巴里は燃えているか〜）（2001年）
  - 櫻花大戰4 ～戀愛吧少女～（サクラ大戦4 〜恋せよ乙女〜）（2002年）
- 異域神兵（ゼノギアス）（1998年）－動畫製作。
- 雙面嬌娃（ダブルキャスト）（1998年）－動畫製作。
- 擁抱季節（季節を抱きしめて）（1998年）－動畫製作。
- 茉莉花（サンパギータ）（1998年）－動畫製作。
- 雪割花（雪割りの花）（1998年）－動畫製作。
- Surveillance 監視者（日语：サーヴィランス 監視者）（1998年）－影片動畫製作。
- ACE COMBAT 3 electrosphere（エースコンバット3 エレクトロスフィア）（1999年） - 挿入部動畫章節製作及採用佐藤大製作的腳本。
- WILD ARMS 2nd IGNITION（日语：ワイルドアームズ セカンドイグニッション）（1999年）－動畫製作。
- LOVE&DESTROY（日语：LOVE&DESTROY）（1999年）－動畫製作。
- 女神戰記（ヴァルキリープロファイル）（1999年）－動畫製作。

2000年代
- 波波羅古洛伊斯物語2（日语：ポポロクロイス物語II）（2000年） - 動畫製作。
- SCANDAL（スキャンダル）（2000年） - 動畫製作。
- 血戰：最後的吸血鬼（BLOOD THE LAST VAMPIRE）（2000年） - 動畫製作。
- 召喚夜響曲2（日语：サモンナイト2）（2001年）－動畫製作。
- OVER THE MONOCHROME RAINBOW featuring SHOGO HAMADA（日语：OVER THE MONOCHROME RAINBOW featuring SHOGO HAMADA）（2003年）－動畫製作。
- RADIATA STORIES（日语：ラジアータ ストーリーズ）（2005年）－廣告動畫。
- NAMCO x CAPCOM（2005年）－動畫製作。
- 實況野球12（日语：実況パワフルプロ野球12）（2005年）－影片主題歌。
- SonicRiders（日语：ソニックライダーズ）（2006年）－開頭影片。
- 聖劍傳説DS CHILDREN of MANA（日语：聖劍傳説DS CHILDREN of MANA）（2006年）－動畫製作。
- 召喚夜響曲4（サモンナイト4）（2006年）－動畫製作。
- 星海遊俠1 初次啟航（スターオーシャン1 First Departure）（2007年）－動畫製作。
- 星海遊俠2 二次進化（スターオーシャン2 Second Evolution）（2008年）－動畫製作。
- 瓦利歐樂園Shake（日语：ワリオランドシェイク）（2008年）－動畫製作和圖形插畫。
- 無限航路（2009年）－動畫製作。
- 戰場女武神3（戦場のヴァルキュリア3）（2011年）－動畫製作。
- 女神異聞錄5（ペルソナ5）（2015年）－動畫製作。

### 其它
- （廣告片）
- 漫畫版XX（日语：そのケータイはXXで）（協力製作）
- The Last Druid: Garm Wars（與The Nakamura Group Advantage共同製作，2014年）
- 霸權動畫！（2022年）：劇中劇動畫
- 留級魔女（2023年3月）：劇場版動畫

## 關連項目
- 日本動畫工作室列表

## 外部連結
- Production I.G 官方網站（日語）
- Production I.G的X（前Twitter）（日語）
- 《宫本武藏》(2009)（页面存档备份，存于）（日語）
- 《テイルズ オブ ヴェスペリア ～ The First Strike ～》（2009年）（页面存档备份，存于）（日語）
- 《文學少女》（2010年）（日語）